# Renato Martino
Renato Raffaele Martino (Salerno, 23 november 1932 – Rome, 28 oktober 2024) was een Italiaans geestelijke en kardinaal van de Rooms-Katholieke Kerk.
Martino studeerde aan de Pauselijke Lateraanse Universiteit en het Gregorianum, beide in Rome. Hij was doctor in zowel de godgeleerdheid als het kerkelijk recht. Hij werd op 27 juni 1957 tot priester gewijd en kwam in 1962 in dienst bij het Staatssecretariaat van de Heilige Stoel. Hij werd kamerheer van Zijne Heiligheid en secretaris op de nuntiatuur in Nicaragua in 1963. Tot 1980 vervulde hij daarnaast diplomatieke posten in Libanon en Brazilië.
Martino werd op 14 september 1980 benoemd tot pro-nuntius voor Thailand en tot titulair aartsbisschop van Segerme; zijn bisschopswijding vond plaats op 14 december 1980. Van 1986 tot 2002 was hij permanent vertegenwoordiger van de Heilige Stoel bij de Verenigde Naties. Op 1 oktober 2002 werd bij benoemd tot president van de Pauselijke Raad voor Gerechtigheid en Vrede.
Tijdens het consistorie van 21 oktober 2003 werd Martino kardinaal gecreëerd; hij kreeg de rang van kardinaal-diaken. De San Francesco di Paola ai Monti werd zijn titeldiakonie.
Martino was een van de deelnemers aan het conclaaf van 2005 dat leidde tot de verkiezing van Joseph kardinaal Ratzinger tot paus Benedictus XVI. Deze benoemde Martino  op 11 maart 2006 tevens tot president van de Pauselijke Raad voor Pastorale Zorg van Migranten en Reizigers. In 2006 riep de kardinaal op tot een boycot van Amnesty International, omdat deze mensenrechtenorganisatie abortus onder bepaalde omstandigheden rechtvaardigde.. In januari 2008 vergeleek Martino de situatie in de Gazastrook met die in de concentratiekampen.
Op 28 februari 2009 ging Martino met emeritaat. Bij het bereiken van de 80-jarige leeftijd, op 23 november 2012, verloor hij het recht deel te nemen aan een toekomstig conclaaf.
Martino was van 12 juni 2014 tot zijn overlijden kardinaal-protodiaken.
Martino overleed op 28 oktober 2024 op 91-jarige leeftijd.
- Biblioteca Nacional de España: XX1739738
- Gemeinsame Normdatei: 143790730
- International Standard Name Identifier: 0000 0001 1587 5254
- Library of Congress Control Number: no2005026584
- Nationale Bibliotheek van Polen: a0000003225175
- Istituto Centrale per il Catalogo Unico: RAVV451925
- Système universitaire de documentation: 081668627
- Virtual International Authority File: 4658345
- WorldCat: E39PBJgRRw3Wj9dCqJJQt9YkjC